# Nagłe zderzenie
Nagłe zderzenie – amerykański film z 1983 roku z Clintem Eastwoodem w roli głównej. Czwarta część serii filmów o Brudnym Harrym.

## Fabuła
Tym razem inspektor Callahan próbuje rozwiązać sprawę brutalnych morderstw, w które uwikłana jest młoda artystka Jennifer Spencer. W filmie występują ciekawe zwroty akcji, oraz możemy ujrzeć inspektora Callahana w innych barwach niż dotychczas.
Jest to ostatni film, w którym wraz z Clintem Eastwoodem zagrała Sondra Locke - jego życiowa partnerka i odtwórczyni wielu ról w jego filmach.

## Obsada
- Clint Eastwood jako Harry Callahan
- Sondra Locke jako Jennifer Spencer
- Pat Hingle jako szef Jannings
- Bradford Dillman jako kapitan Briggs
- Paul Drake jako Mick
- Audrie Neenan jako Ray Parkins
- Jack Thibeau jako Kruger
- Michael Currie jako por. Donnelly
- Albert Popwell jako Horace King
- Mark Keyloun jako funkcjonariusz Bennett
- Kevyn Major Howard jako Hawkins
- Bette Ford jako Leah
- Nancy Parsons jako pani Kruger
- Joe Bellan jako detektyw
- Wendell Wellman jako Tyrone